# Pseudosymmachia brevispina
Pseudosymmachia brevispina är en skalbaggsart som beskrevs av Shuhei Nomura 1977. Pseudosymmachia brevispina ingår i släktet Pseudosymmachia och familjen Melolonthidae. Inga underarter finns listade i Catalogue of Life.